# NHL (1997/1998)
Sezon NHL 1997/1998 – 81 sezon gry National Hockey League. W lidze zadebiutowała drużyna Carolina Hurricanes poprzednio występująca jako Hartford Whalers. Pierwsze mecze sezonu odbyły się 1 października 1997 a sezon zasadniczy zakończył się 19 kwietnia 1998. Puchar Stanleya rozpoczął się 22 kwietnia a zakończył 16 czerwca 1998.Puchar Stanleya zdobyła drużyna Detroit Red Wings. 48 Mecz Gwiazd odbył się w dniu 18 stycznia 1998 w Vancouver.

## Wydarzenia przedsezonowe

### NHL Entry Draft 1997
W dniu 21 czerwca 1997 w hali Civic Arena w Pittsburghu (USA) odbył się 35 draft w historii. Z numerem pierwszym został wybrany Kanadyjczyk Joe Thornton przez Boston Bruins (najgorszy zespół sezonu 1996/97), z numerem drugim Patrick Marleau przez San Jose Sharks, a z numerem trzecim Fin Olli Jokinen przez Los Angeles Kings.

## Sezon regularny

### Mecze poza Ameryką Północną
Po raz pierwszy w historii mecze sezonu regularnego rozegrane zostały poza Ameryką Północną. Na otwarcie sezonu Vancouver Canucks i Mighty Ducks of Anaheim rozegrały dwa spotkania w Tokio.

### NHL All-Star Game
48 Mecz Gwiazd ligi NHL odbył się 18 stycznia 1998 w hali General Motors Place w Vancouver. Gospodarzem była miejscowa drużyna Vancouver Canucks. Wystąpiły drużyny reprezentujące Amerykę Północną i Resztę Świata. Zwyciężyła drużyna Ameryki Północnej 9 : 8.

### Tabela końcowa
| Konferencja Wschodnia      |                     |    |    |    |    |     |     |     |
| Dywizja Atlantycka         |                     |    |    |    |    |     |     |     |
| Lp.                        | Drużyna             | M  | Z  | R  | P  | ZB  | SB  | Pkt |
| 1.                         | New Jersey Devils   | 82 | 48 | 11 | 23 | 225 | 166 | 107 |
| 2.                         | Philadelphia Flyers | 82 | 42 | 11 | 29 | 242 | 193 | 95  |
| 3.                         | Washington Capitals | 82 | 40 | 12 | 30 | 219 | 202 | 92  |
| 4.                         | New York Islanders  | 82 | 30 | 11 | 41 | 212 | 225 | 71  |
| 5.                         | New York Rangers    | 82 | 25 | 18 | 39 | 197 | 231 | 68  |
| 6.                         | Florida Panthers    | 82 | 24 | 15 | 43 | 203 | 256 | 63  |
| 7.                         | Tampa Bay Lightning | 82 | 17 | 10 | 55 | 151 | 269 | 44  |
| Dywizja Północno-Wschodnia |                     |    |    |    |    |     |     |     |
| Lp.                        | Drużyna             | M  | Z  | R  | P  | ZB  | SB  | Pkt |
| 1.                         | Pittsburgh Penguins | 82 | 40 | 18 | 24 | 228 | 188 | 98  |
| 2.                         | Boston Bruins       | 82 | 39 | 13 | 30 | 221 | 194 | 91  |
| 3.                         | Buffalo Sabres      | 82 | 36 | 17 | 29 | 211 | 187 | 89  |
| 4.                         | Montreal Canadiens  | 82 | 37 | 13 | 32 | 235 | 208 | 87  |
| 5.                         | Ottawa Senators     | 82 | 34 | 15 | 33 | 193 | 200 | 83  |
| 6.                         | Carolina Hurricanes | 82 | 33 | 8  | 41 | 200 | 219 | 74  |
| x.                         |                     |    |    |    |    |     |     |     |

| Konferencja Zachodnia |                         |    |    |    |    |     |     |     |
| Dywizja Centralna     |                         |    |    |    |    |     |     |     |
| Lp.                   | Drużyna                 | M  | Z  | R  | P  | ZB  | SB  | Pkt |
| 1.                    | Dallas Stars            | 82 | 49 | 11 | 22 | 242 | 167 | 109 |
| 2.                    | Detroit Red Wings       | 82 | 44 | 15 | 23 | 250 | 196 | 103 |
| 3.                    | St. Louis Blues         | 82 | 45 | 8  | 29 | 256 | 204 | 98  |
| 4.                    | Phoenix Coyotes         | 82 | 35 | 12 | 35 | 224 | 227 | 82  |
| 5.                    | Chicago Blackhawks      | 82 | 30 | 13 | 39 | 192 | 199 | 73  |
| 6.                    | Toronto Maple Leafs     | 82 | 30 | 9  | 43 | 194 | 237 | 69  |
| x.                    |                         |    |    |    |    |     |     |     |
| Dywizja Pacyficzna    |                         |    |    |    |    |     |     |     |
| Lp.                   | Drużyna                 | M  | Z  | R  | P  | ZB  | SB  | Pkt |
| 1.                    | Colorado Avalanche      | 82 | 39 | 17 | 26 | 231 | 205 | 95  |
| 2.                    | Los Angeles Kings       | 82 | 38 | 11 | 33 | 227 | 225 | 87  |
| 3.                    | Edmonton Oilers         | 82 | 35 | 10 | 37 | 215 | 224 | 80  |
| 4.                    | San Jose Sharks         | 82 | 34 | 10 | 38 | 210 | 216 | 78  |
| 5.                    | Calgary Flames          | 82 | 26 | 15 | 41 | 217 | 252 | 67  |
| 6.                    | Mighty Ducks of Anaheim | 82 | 43 | 13 | 42 | 205 | 261 | 65  |
| 7.                    | Vancouver Canucks       | 82 | 25 | 14 | 43 | 224 | 273 | 64  |

Legenda:     = zwycięzca Pucharu Prezydenta,     = mistrz dywizji,     = awans do playoff,

### Najlepsi zawodnicy sezonu regularnego
Zawodnicy z pola
| Punkty                                  | Punkty | Gole                       | Gole | Asysty                     | Asysty | +/−                      | +/− |
| --------------------------------------- | ------ | -------------------------- | ---- | -------------------------- | ------ | ------------------------ | --- |
| Jaromír Jágr                            | 102    | Teemu Selänne Peter Bondra | 52   | Jaromír Jágr Wayne Gretzky | 67     | Chris Pronger            | +47 |
| Peter Forsberg                          | 91     | Teemu Selänne Peter Bondra | 52   | Jaromír Jágr Wayne Gretzky | 67     | Larry Murphy             | +35 |
| Pawieł Bure Wayne Gretzky               | 90     | Pawieł Bure John LeClair   | 51   | Peter Forsberg             | 66     | Jason Allison            | +33 |
| Pawieł Bure Wayne Gretzky               | 90     | Pawieł Bure John LeClair   | 51   | Ron Francis                | 62     | John LeClair Randy McKay | +30 |
| John LeClair Žigmund Pálffy Ron Francis | 87     | Žigmund Pálffy             | 45   | Jozef Stümpel Adam Oates   | 58     | John LeClair Randy McKay | +30 |

Bramkarze

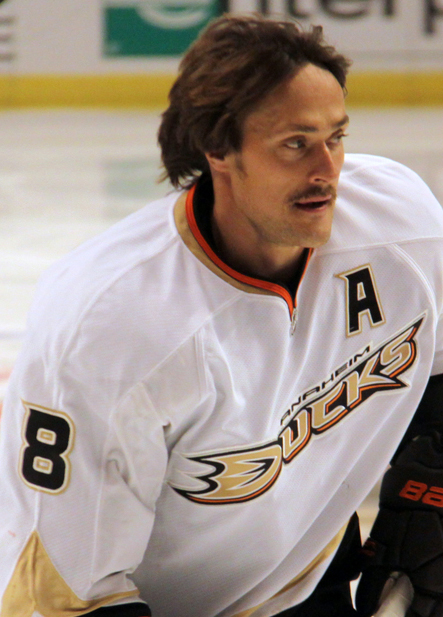
Teemu Selänne

W zestawieniu ujęto bramkarzy grających przez przynajmniej 1200 minut.

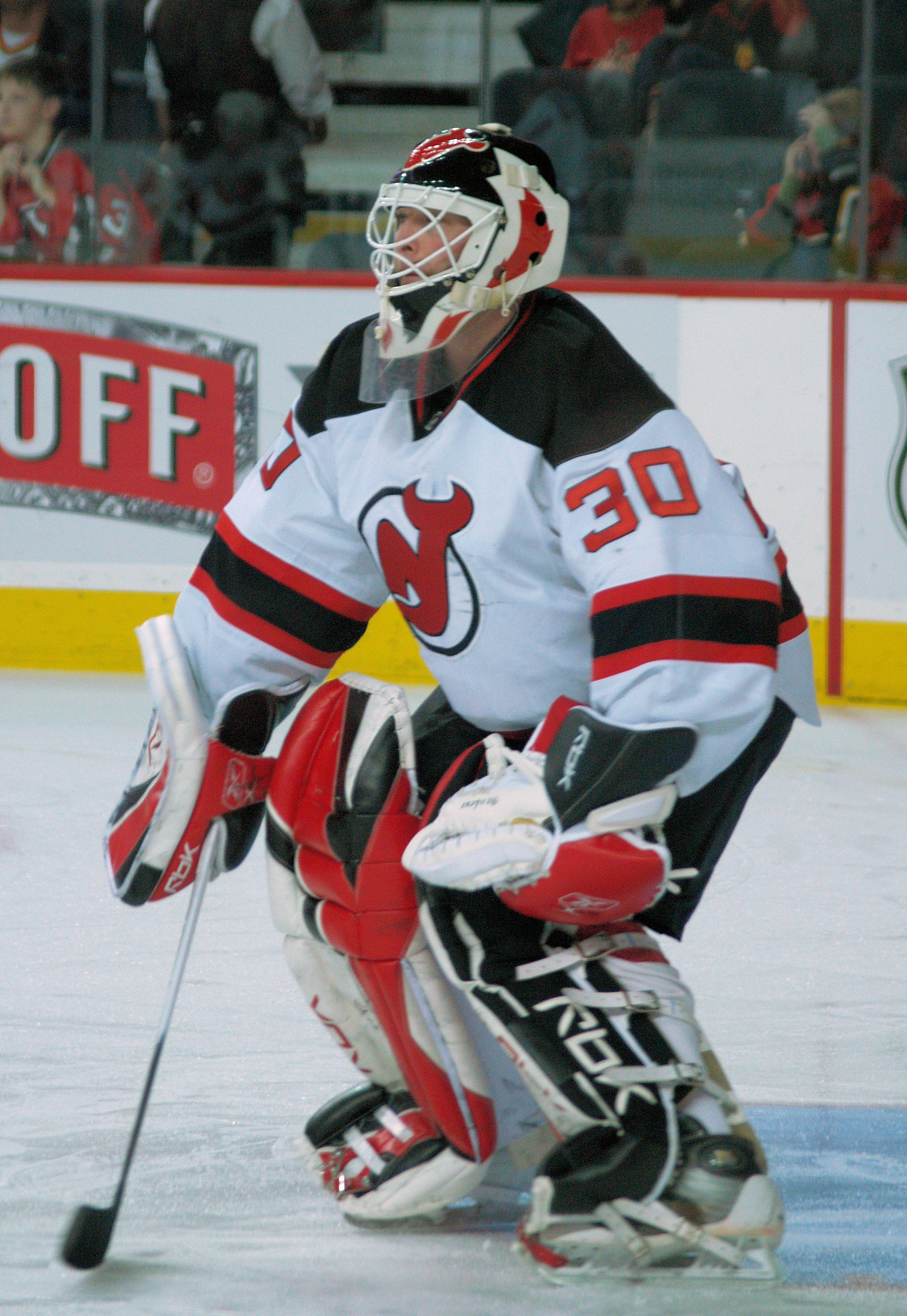
Martin Brodeur

| Obrony (w %)                | Obrony (w %) | GAA            | GAA  | Shutouty                   | Shutouty | Zwycięstwa                             | Zwycięstwa |
| --------------------------- | ------------ | -------------- | ---- | -------------------------- | -------- | -------------------------------------- | ---------- |
| Dominik Hašek               | .932         | Martin Brodeur | 1.87 | Dominik Hašek              | 13       | Martin Brodeur                         | 43         |
| Tom Barrasso Trevor Kidd    | .922         | Ed Belfour     | 1.89 | Martin Brodeur             | 10       | Ed Belfour                             | 37         |
| Tom Barrasso Trevor Kidd    | .922         | Dominik Hašek  | 2.08 | Ed Belfour                 | 9        | Dominik Hašek Olaf Kölzig Chris Osgood | 33         |
| Olaf Kölzig                 | .920         | Tom Barrasso   | 2.10 | Curtis Joseph Jeff Hackett | 8        | Dominik Hašek Olaf Kölzig Chris Osgood | 33         |
| Martin Brodeur Jeff Hackett | .917         | Ron Hextal     | 2.17 | Curtis Joseph Jeff Hackett | 8        | Dominik Hašek Olaf Kölzig Chris Osgood | 33         |

## Play-off

### Rozstawienie
Po zakończeniu sezonu zasadniczego 16 zespołów zapewniło sobie start w fazie play-off. Drużyna Dallas Stars zdobywca Presidents’ Trophy uzyskała najlepszy wynik w lidze zdobywając w 82 spotkaniach 109 punktów. Była to najwyżej rozstawiona drużyna. Kolejne miejsce rozstawione uzupełnili mistrzowie dywizji: Colorado Avalanche, New Jersey Devils i Pittsburgh Penguins.
Konferencja Wschodnia

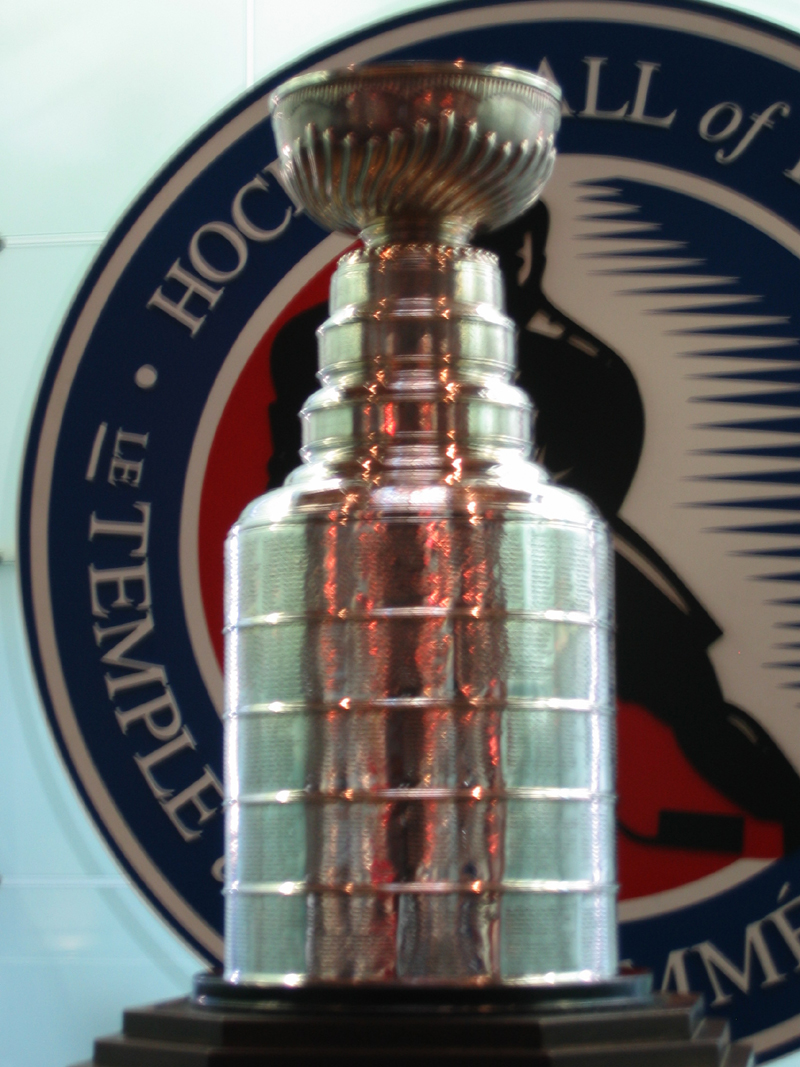
Puchar Stanleya

1. New Jersey Devils – mistrz Dywizji Atlantyckiej i Konferencji Wschodniej – 107 punktów
2. Pittsburgh Penguins – mistrz Dywizji Północno-wschodniej – 98 punktów
3. Philadelphia Flyers – 95 punktów
4. Washington Capitals – 92 punkty
5. Boston Bruins – 91 punktów
6. Buffalo Sabres – 89 punktów
7. Montreal Canadiens – 87 punktów
8. Ottawa Senators – 83 punkty

Konferencja Zachodnia
1. Dallas Stars – mistrz Dywizji Centralnej i Konferencji Zachodniej, zdobywca Presidents’ Trophy – 109 punktów
2. Colorado Avalanche – mistrz Dywizji Pacyficznej – 95 punktów
3. Detroit Red Wings – 103 punkty
4. St. Louis Blues – 98 punktów
5. Los Angeles Kings – 87 punktów
6. Phoenix Coyotes – 82 punkty
7. Edmonton Oilers – 80 punktów
8. San Jose Sharks – 78 punktów

### Drzewko playoff
Po zakończeniu sezonu zasadniczego rozpoczęła się walka o mistrzostwo ligi w fazie playoff, rozgrywana w czterech rundach. Drużyna, która zajęła wyższe miejsce w sezonie zasadniczym w nagrodę zostaje gospodarzem ewentualnego siódmego meczu. Z tym, że zdobywca Presidents’ Trophy (w tym wypadku Dallas Stars) zawsze jest gospodarzem siódmego meczu. Wszystkie cztery rundy rozgrywane są w formuje do czterech zwycięstw według schematu: 2-2-1-1-1, czyli wyżej rozstawiony rozgrywa mecze: 1 i 2 oraz ewentualnie 5 i 7 we własnej hali. Niżej rozstawiona drużyna rozgrywa mecze w swojej hali: trzeci, czwarty oraz ewentualnie szósty. W finale gospodarzem pierwszego meczu jest drużyna, która zdobyła większą liczbę punktów w sezonie zasadniczym.
|  |                          |                          |                          |                   |                     |                       |                       |                       |  |  |                    |                    |                    |  |  |                        |                        |                        |
|  | Ćwierćfinały Konferencji | Ćwierćfinały Konferencji | Ćwierćfinały Konferencji |                   |                     | Półfinały Konferencji | Półfinały Konferencji | Półfinały Konferencji |  |  | Finały Konferencji | Finały Konferencji | Finały Konferencji |  |  | Finał Pucharu Stanleya | Finał Pucharu Stanleya | Finał Pucharu Stanleya |
|  | Ćwierćfinały Konferencji | Ćwierćfinały Konferencji | Ćwierćfinały Konferencji |                   |                     | Półfinały Konferencji | Półfinały Konferencji | Półfinały Konferencji |  |  | Finały Konferencji | Finały Konferencji | Finały Konferencji |  |  | Finał Pucharu Stanleya | Finał Pucharu Stanleya | Finał Pucharu Stanleya |
|  |                          |                          |                          |                   |                     |                       |                       |                       |  |  |                    |                    |                    |  |  |                        |                        |                        |
|  |                          |                          |                          |                   |                     |                       |                       |                       |  |  |                    |                    |                    |  |  |                        |                        |                        |
|  | 1                        | New Jersey Devils        | 2                        |                   |                     |                       |                       |                       |  |  |                    |                    |                    |  |  |                        |                        |                        |
|  | 1                        | New Jersey Devils        | 2                        |                   |                     |                       |                       |                       |  |  |                    |                    |                    |  |  |                        |                        |                        |
|  | 8                        | Ottawa Senators          | 4                        |                   |                     |                       |                       |                       |  |  |                    |                    |                    |  |  |                        |                        |                        |
|  | 8                        | Ottawa Senators          | 4                        | 4                 | Washington Capitals | 4                     |                       |                       |  |  |                    |                    |                    |  |  |                        |                        |                        |
|  |                          |                          |                          | 4                 | Washington Capitals | 4                     |                       |                       |  |  |                    |                    |                    |  |  |                        |                        |                        |
|  | 8                        | Ottawa Senators          | 1                        |                   |                     |                       |                       |                       |  |  |                    |                    |                    |  |  |                        |                        |                        |
|  | 8                        | Ottawa Senators          | 1                        | 2                 | Pittsburgh Penguins | 2                     |                       |                       |  |  |                    |                    |                    |  |  |                        |                        |                        |
|  |                          |                          |                          | 2                 | Pittsburgh Penguins | 2                     |                       |                       |  |  |                    |                    |                    |  |  |                        |                        |                        |
|  | 7                        | Montreal Canadiens       | 4                        |                   |                     |                       |                       |                       |  |  |                    |                    |                    |  |  |                        |                        |                        |
|  | 7                        | Montreal Canadiens       | 4                        | 4                 | Washington Capitals | 4                     |                       |                       |  |  |                    |                    |                    |  |  |                        |                        |                        |
|  | Konferencja Wschodnia    |                          |                          | 4                 | Washington Capitals | 4                     |                       |                       |  |  |                    |                    |                    |  |  |                        |                        |                        |
|  |                          |                          | 6                        | Buffalo Sabres    | 2                   |                       |                       |                       |  |  |                    |                    |                    |  |  |                        |                        |                        |
|  | 3                        | Philadelpfia Flyers      | 6                        | Buffalo Sabres    | 2                   | 1                     |                       |                       |  |  |                    |                    |                    |  |  |                        |                        |                        |
|  | 3                        | Philadelpfia Flyers      |                          |                   |                     | 1                     |                       |                       |  |  |                    |                    |                    |  |  |                        |                        |                        |
|  | 6                        | Buffalo Sabres           | 4                        |                   |                     |                       |                       |                       |  |  |                    |                    |                    |  |  |                        |                        |                        |
|  | 6                        | Buffalo Sabres           | 4                        | 6                 | Buffalo Sabres      | 4                     |                       |                       |  |  |                    |                    |                    |  |  |                        |                        |                        |
|  |                          |                          |                          | 6                 | Buffalo Sabres      | 4                     |                       |                       |  |  |                    |                    |                    |  |  |                        |                        |                        |
|  | 7                        | Montreal Canadiens       | 0                        |                   |                     |                       |                       |                       |  |  |                    |                    |                    |  |  |                        |                        |                        |
|  | 7                        | Montreal Canadiens       | 0                        | 4                 | Washington Capitols | 4                     |                       |                       |  |  |                    |                    |                    |  |  |                        |                        |                        |
|  |                          |                          |                          | 4                 | Washington Capitols | 4                     |                       |                       |  |  |                    |                    |                    |  |  |                        |                        |                        |
|  | 5                        | Boston Bruins            | 2                        |                   |                     |                       |                       |                       |  |  |                    |                    |                    |  |  |                        |                        |                        |
|  | 5                        | Boston Bruins            | 2                        | W4                | Washington Capitals | 0                     |                       |                       |  |  |                    |                    |                    |  |  |                        |                        |                        |
|  |                          |                          |                          |                   |                     |                       |                       |                       |  |  |                    |                    |                    |  |  |                        |                        |                        |
|  |                          |                          | Z3                       | Deroit Red Wings  | 4                   |                       |                       |                       |  |  |                    |                    |                    |  |  |                        |                        |                        |
|  | 1                        | Dallas Stars             | Z3                       | Deroit Red Wings  | 4                   | 4                     |                       |                       |  |  |                    |                    |                    |  |  |                        |                        |                        |
|  | 1                        | Dallas Stars             |                          |                   |                     | 4                     |                       |                       |  |  |                    |                    |                    |  |  |                        |                        |                        |
|  | 8                        | San Jose Sharks          | 2                        |                   |                     |                       |                       |                       |  |  |                    |                    |                    |  |  |                        |                        |                        |
|  | 8                        | San Jose Sharks          | 2                        | 1                 | Dallas Stars        | 4                     |                       |                       |  |  |                    |                    |                    |  |  |                        |                        |                        |
|  |                          |                          |                          | 1                 | Dallas Stars        | 4                     |                       |                       |  |  |                    |                    |                    |  |  |                        |                        |                        |
|  | 7                        | Edmonton Oilers          | 1                        |                   |                     |                       |                       |                       |  |  |                    |                    |                    |  |  |                        |                        |                        |
|  | 7                        | Edmonton Oilers          | 1                        | 2                 | Colorado Avalanche  | 3                     |                       |                       |  |  |                    |                    |                    |  |  |                        |                        |                        |
|  |                          |                          |                          | 2                 | Colorado Avalanche  | 3                     |                       |                       |  |  |                    |                    |                    |  |  |                        |                        |                        |
|  | 7                        | Edmonton Oilers          | 4                        |                   |                     |                       |                       |                       |  |  |                    |                    |                    |  |  |                        |                        |                        |
|  | 7                        | Edmonton Oilers          | 4                        | 1                 | Dallas Stars        | 2                     |                       |                       |  |  |                    |                    |                    |  |  |                        |                        |                        |
|  | Konferencja Zachodnia    |                          |                          | 1                 | Dallas Stars        | 2                     |                       |                       |  |  |                    |                    |                    |  |  |                        |                        |                        |
|  |                          |                          | 3                        | Detroit Red Wings | 4                   |                       |                       |                       |  |  |                    |                    |                    |  |  |                        |                        |                        |
|  | 3                        | Detroit Red Wings        | 3                        | Detroit Red Wings | 4                   | 4                     |                       |                       |  |  |                    |                    |                    |  |  |                        |                        |                        |
|  | 3                        | Detroit Red Wings        |                          |                   |                     | 4                     |                       |                       |  |  |                    |                    |                    |  |  |                        |                        |                        |
|  | 6                        | Phoenix Coyotes          | 2                        |                   |                     |                       |                       |                       |  |  |                    |                    |                    |  |  |                        |                        |                        |
|  | 6                        | Phoenix Coyotes          | 2                        | 3                 | Detroit Red Wings   | 4                     |                       |                       |  |  |                    |                    |                    |  |  |                        |                        |                        |
|  |                          |                          |                          | 3                 | Detroit Red Wings   | 4                     |                       |                       |  |  |                    |                    |                    |  |  |                        |                        |                        |
|  | 4                        | St. Louis Blues          | 2                        |                   |                     |                       |                       |                       |  |  |                    |                    |                    |  |  |                        |                        |                        |
|  | 4                        | St. Louis Blues          | 2                        | 4                 | St. Louis Blues     | 4                     |                       |                       |  |  |                    |                    |                    |  |  |                        |                        |                        |
|  |                          |                          |                          | 4                 | St. Louis Blues     | 4                     |                       |                       |  |  |                    |                    |                    |  |  |                        |                        |                        |
|  | 5                        | Los Angeles Kings        | 0                        |                   |                     |                       |                       |                       |  |  |                    |                    |                    |  |  |                        |                        |                        |
|  | 5                        | Los Angeles Kings        | 0                        |                   |                     |                       |                       |                       |  |  |                    |                    |                    |  |  |                        |                        |                        |
|  |                          |                          |                          |                   |                     |                       |                       |                       |  |  |                    |                    |                    |  |  |                        |                        |                        |

### Szczegółowe wyniki spotkań playoff
| KONFERENCJA WSCHODNIA     |                           |             |               |               |               |               |               |               |               |
| Drużyna wyżej rozstawiona | Drużyna niżej rozstawiona | Wynik serii | Wyniki meczów | Wyniki meczów | Wyniki meczów | Wyniki meczów | Wyniki meczów | Wyniki meczów | Wyniki meczów |
| Drużyna wyżej rozstawiona | Drużyna niżej rozstawiona | Wynik serii | 1.            | 2.            | 3.            | 4.            | 5.            | 6.            | 7.            |
| Ćwierćfinały              |                           |             |               |               |               |               |               |               |               |
| New Jersey Devils (1)     | Ottawa Senators (8)       | 2 : 4       | 22 kwietnia   | 24 kwietnia   | 26 kwietnia   | 28 kwietnia   | 30 kwietnia   | 2 maja        |               |
| New Jersey Devils (1)     | Ottawa Senators (8)       | 2 : 4       | 1 : 2D        | 3 : 1         | 1 : 2 D       | 3 : 4         | 3 : 1         | 1 : 3         |               |
| Pittsburgh Penguins (2)   | Montreal Canadiens (7)    | 2 : 4       | 23 kwietnia   | 25 kwietnia   | 27 kwietnia   | 29 kwietnia   | 1 maja        | 3 maja        |               |
| Pittsburgh Penguins (2)   | Montreal Canadiens (7)    | 2 : 4       | 2 : 3D        | 4 : 1         | 1 : 3         | 6 : 3         | 2 : 5         | 0 : 3         |               |
| Philadelphia Flyers (3)   | Buffalo Sabres (6)        | 1 : 4       | 22 kwietnia   | 24 kwietnia   | 27 kwietnia   | 29 kwietnia   | 1 maja        |               |               |
| Philadelphia Flyers (3)   | Buffalo Sabres (6)        | 1 : 4       | 2 : 3         | 3 : 2         | 1 : 6         | 1 : 4         | 2 : 3D        |               |               |
| Washington Capitals (4)   | Boston Bruins (5)         | 4 : 2       | 22 kwietnia   | 24 kwietnia   | 26 kwietnia   | 28 kwietnia   | 1 maja        | 3 maja        |               |
| Washington Capitals (4)   | Boston Bruins (5)         | 4 : 2       | 3 : 1         | 3 : 42D       | 3 : 22D       | 3 : 0         | 0 : 4         | 3 : 2D        |               |
| Półfinały                 |                           |             |               |               |               |               |               |               |               |
| Washington Capitals (4)   | Ottawa Senators (8)       | 4 : 1       | 7 maja        | 9 maja        | 11 maja       | 13 maja       | 15 maja       |               |               |
| Washington Capitals (4)   | Ottawa Senators (8)       | 4 : 1       | 4 : 2         | 6 : 1         | 3 : 4         | 2 : 0         | 3 : 0         |               |               |
| Buffalo Sabres (6)        | Montreal Canadiens (7)    | 4 : 0       | 8 maja        | 10 maja       | 12 maja       | 14 maja       |               |               |               |
| Buffalo Sabres (6)        | Montreal Canadiens (7)    | 4 : 0       | 3 : 2D        | 6 :3          | 5 : 42D       | 3 : 1         |               |               |               |
| Finał                     |                           |             |               |               |               |               |               |               |               |
| Washington Capitals (4)   | Buffalo Sabres (6)        | 4 : 2       | 23 maja       | 26 maja       | 28 maja       | 30 maja       | 2 czerwca     | 4 czerwca     |               |
| Washington Capitals (4)   | Buffalo Sabres (6)        | 4 : 2       | 0 : 2         | 3 : 2D        | 4 : 3D        | 2 : 0         | 1 : 2         | 3 : 2D        |               |

| KONFERENCJA ZACHODNIA     |                           |             |               |               |               |               |               |               |               |
| Drużyna wyżej rozstawiona | Drużyna niżej rozstawiona | Wynik serii | Wyniki meczów | Wyniki meczów | Wyniki meczów | Wyniki meczów | Wyniki meczów | Wyniki meczów | Wyniki meczów |
| Drużyna wyżej rozstawiona | Drużyna niżej rozstawiona | Wynik serii | 1.            | 2.            | 3.            | 4.            | 5.            | 6.            | 7.            |
| Ćwierćfinały              |                           |             |               |               |               |               |               |               |               |
| Dallas Stars (1)          | San Jose Sharks (8)       | 4 : 2       | 22 kwietnia   | 24 kwietnia   | 26 kwietnia   | 28 kwietnia   | 30 kwietnia   | 2 maja        |               |
| Dallas Stars (1)          | San Jose Sharks (8)       | 4 : 2       | 4 : 1         | 5 : 2         | 1 : 4         | 0 : 1D        | 3 : 2         | 3 : 2D        |               |
| Colorado Avalanche (2)    | Edmonton Oilers (7)       | 3 : 4       | 22 kwietnia   | 24 kwietnia   | 26 kwietnia   | 28 kwietnia   | 30 kwietnia   | 2 maja        | 4 maja        |
| Colorado Avalanche (2)    | Edmonton Oilers (7)       | 3 : 4       | 2 : 3         | 5 : 2         | 5 : 4D        | 3 : 1         | 1 : 3         | 0 : 2         | 0 : 4         |
| Detroit Red Wings (3)     | Phoenix Coyotes (6)       | 4 : 2       | 22 kwietnia   | 24 kwietnia   | 26 kwietnia   | 28 kwietnia   | 30 kwietnia   | 3 maja        |               |
| Detroit Red Wings (3)     | Phoenix Coyotes (6)       | 4 : 2       | 6 : 3         | 4 : 7         | 2 : 3         | 4 : 2         | 3 : 1         | 5 : 2         |               |
| St. Louis Blues (4)       | Los Angeles Kings (5)     | 4 : 0       | 23 kwietnia   | 25 kwietnia   | 27 kwietnia   | 29 kwietnia   |               |               |               |
| St. Louis Blues (4)       | Los Angeles Kings (5)     | 4 : 0       | 8 : 3         | 2 : 1         | 4 : 3         | 2 : 1         |               |               |               |
| Półfinały                 |                           |             |               |               |               |               |               |               |               |
| Dallas Stars (1)          | Edmonton Oilers (7)       | 4 : 1       | 7 maja        | 9 maja        | 11 maja       | 13 maja       | 16 maja       |               |               |
| Dallas Stars (1)          | Edmonton Oilers (7)       | 4 : 1       | 3 : 1         | 0 : 2         | 1 : 0D        | 3 : 1         | 2 : 1         |               |               |
| Detroit Red Wings (3)     | St. Louis Blues (4)       | 4 : 2       | 8 maja        | 10 maja       | 12 maja       | 14 maja       | 17 maja       | 19 maja       |               |
| Detroit Red Wings (3)     | St. Louis Blues (4)       | 4 : 2       | 2 : 4         | 6 : 1         | 3 : 22D       | 5 : 2         | 1 : 3         | 6 : 1         |               |
| Finał                     |                           |             |               |               |               |               |               |               |               |
| Dallas Stars (1)          | Detroit Red Wings (3)     | 2 : 4       | 24 maja       | 26 maja       | 29 maja       | 31 maja       | 3 czerwca     | 5 czerwca     |               |
| Dallas Stars (1)          | Detroit Red Wings (3)     | 2 : 4       | 0 : 2         | 3 : 1         | 3 : 5         | 2 : 3         | 3 : 2D        | 0 : 2         |               |

| Szczegóły meczu | Szczegóły meczu                | Szczegóły meczu                                 | Szczegóły meczu                                               | Szczegóły meczu                                                                 | Szczegóły meczu                                                       |
| Tercja | Stan meczu                     | Zdobywcy bramek                                 | Zdobywcy bramek                                               | Kary                                                                            | Kary                                                                  |
| Tercja | Stan meczu                     | Strzelec                                        | Asysta                                                        | Ukarany zawodnik                                                                | Przewinienie                                                          |
| --- | ------------------------------ | ----------------------------------------------- | ------------------------------------------------------------- | ------------------------------------------------------------------------------- | --------------------------------------------------------------------- |
| 1 (2 : 0) | 1 : 0 DET 2 : 0 DET            | 14:04 Joey Kocur (4) 16:18 Nicklas Lidström (6) | D.Brown (1), T.Holmström (9) S.Yzerman (17), T.Holmström (10) | 04:21 Darryl Laplante (DET) 17:22 Mark Tinordi (WSH)                            | spowodowanie upadku przeciwnika przeszkadzanie w grze                 |
| 2 (0 : 1) | 2 : 1 WSH                      | 35:57 Richard Zedník (7)                        | A.Nikoliszyn (12), P.Bondra (5)                               | 25:48 Wiaczesław Kozłow (DET) 28:51 Steve Yzerman (DET) 38:06 Chris Simon (WSH) | nadmiar zawodników na lodzie uderzanie kijem nadmierna ostrość w grze |
| 3 (0 : 0) |                                |                                                 |                                                               | 40:38 Andriej Nikoliszyn (WSH) 44:19 Joey Kocur (DET)                           | przeszkadzanie w grze nadmierna ostrość w grze                        |
| Statystyki bramkarzy | Statystyki bramkarzy           | Olaf Kölzig (WSH) Chris Osgood (DET)            | Czas gry – 58:45 Czas gry – 60:00                             | 29 obron / 31 strzałów 16 obron / 17 strzałów                                   | SV% –.935 SV% –.941                                                   |
| Objaśnienia: PPG – gol w przewadze, SHG – gol w osłabieniu, EN – gol do pustej bramki, OT – dogrywka, SV% – procent obronionych strzałów |                                |                                                 |                                                               |                                                                                 |                                                                       |
| \| Trzy gwiazdy meczu \| Trzy gwiazdy meczu \| Trzy gwiazdy meczu \| Trzy gwiazdy meczu \| Trzy gwiazdy meczu \| Trzy gwiazdy meczu \| \| 1 \| 1 \| 2 \| 2 \| 3 \| 3 \| \| ------------------ \| ------------------------------ \| ------------------ \| --------------------------------- \| ------------------ \| ------------------------------- \| \| \| Chris Osgood Detroit Red Wings \| \| Tomas Holmström Detroit Red Wings \| \| Olaf Kölzig Washington Capitals \| |                                |                                                 |                                                               |                                                                                 |                                                                       |
| Trzy gwiazdy meczu |                                |                                                 |                                                               |                                                                                 |                                                                       |
| 1 | 1                              | 2                                               | 2                                                             | 3                                                                               | 3                                                                     |
| | Chris Osgood Detroit Red Wings |                                                 | Tomas Holmström Detroit Red Wings                             |                                                                                 | Olaf Kölzig Washington Capitals                                       |

| Trzy gwiazdy meczu | Trzy gwiazdy meczu             | Trzy gwiazdy meczu | Trzy gwiazdy meczu                | Trzy gwiazdy meczu | Trzy gwiazdy meczu              |
| 1                  | 1                              | 2                  | 2                                 | 3                  | 3                               |
| ------------------ | ------------------------------ | ------------------ | --------------------------------- | ------------------ | ------------------------------- |
|                    | Chris Osgood Detroit Red Wings |                    | Tomas Holmström Detroit Red Wings |                    | Olaf Kölzig Washington Capitals |

| Szczegóły meczu | Szczegóły meczu                         | Szczegóły meczu                                                                                     | Szczegóły meczu                                                                                      | Szczegóły meczu | Szczegóły meczu                                                                                            |
| Tercja | Stan meczu                              | Zdobywcy bramek                                                                                     | Zdobywcy bramek                                                                                      | Kary | Kary |
| Tercja | Stan meczu                              | Strzelec                                                                                            | Asysta                                                                                               | Ukarany zawodnik | Przewinienie                                                                                               |
| --- | --------------------------------------- | --------------------------------------------------------------------------------------------------- | --- | --- | --- |
| 1 (1 : 0) | 1 : 0 DET                               | 07:49 Steve Yzerman (5)                                                                             | T.Holmström (11), N.Lidstrom (13)                                                                    | 13:05 Joe Reekie (WSH) 15:22 Peter Bondra (WSH)                                                                             | trzymanie przeciwnika zahaczanie                                                                           |
| 2 (0 : 3) | 1 : 1 WSH 1 : 2 WSH 1 : 3 WSH           | 21:51 P.Bondra (7) 26:11 Chris Simon (1) 31:03 Adam Oates (6)                                       | A.Nikoliszyn (13), J.Brown (1) J.Brown (2), D.Hunter (4) J.Juneau (8), C.Johansson (8)               | 23:09 Kirk Maltby (DET) 27:12 Richard Zedník (WSH) 34:11 Chris Osgood (DET) 34:11 Chris Simon (WSH) 36:20 Kirk Maltby (DET) | niebezpieczna gra wysokim kijem zahaczanie niesportowe zachowanie nadmierna ostrość w grze uderzanie kijem |
| 3 (1 : 3) | 2 : 3 DET 2 : 4 WSH 3 : 4 DET 4 : 4 DET | 46:37 Steve Yzerman (6) SHG 47:05 Joé Juneau (7) PPG 48:08 Martin Lapointe (8) 55:46 Doug Brown (2) | W.Fietisow (1), D.McCarty (7) S.Gonczar (4), B.Bellows (7) I.Łarionow (9), W.Fietisow (2) bez asysty | 46:23 Nicklas Lidström (DET) 50:18 Richard Zedník (WSH) 51:40 Martin Lapointe (DET)                                         | przeszkadzanie w grze atak kijem trzymanym oburącz przeszkadzanie w grze                                   |
| OT (1 : 0) | 5 : 4 DET                               | 75:24 Kris Draper (1)                                                                               | M.Lapointe (6), B.Shanahan (4)                                                                       | 65:24 Joey Kocur (DET) 65:24 Esa Tikkanen (WSH)                                                                             | nadmierna ostrość w grze                                                                                   |
| Statystyki bramkarzy | Statystyki bramkarzy                    | Olaf Kölzig (WSH) Chris Osgood (DET)                                                                | Czas gry – 75:24 Czas gry – 75:24                                                                    | 55 obron / 60 strzałów 29 obron / 33 strzały                                                                                | SV% –.917 SV% –.879                                                                                        |
| Objaśnienia: PPG – gol w przewadze, SHG – gol w osłabieniu, EN – gol do pustej bramki, OT – dogrywka, SV% – procent obronionych strzałów |                                         | | | | |
| \| Trzy gwiazdy meczu \| Trzy gwiazdy meczu \| Trzy gwiazdy meczu \| Trzy gwiazdy meczu \| Trzy gwiazdy meczu \| Trzy gwiazdy meczu \| \| 1 \| 1 \| 2 \| 2 \| 3 \| 3 \| \| ------------------ \| ----------------------------- \| ------------------ \| ------------------------------- \| ------------------ \| ------------------------------- \| \| \| Kris Draper Detroit Red Wings \| \| Steve Yzerman Detroit Red Wings \| \| Olaf Kölzig Washington Capitals \| |                                         | | | | |
| Trzy gwiazdy meczu |                                         | | | | |
| 1 | 1                                       | 2                                                                                                   | 2 | 3 | 3 |
| | Kris Draper Detroit Red Wings           | | Steve Yzerman Detroit Red Wings                                                                      | | Olaf Kölzig Washington Capitals                                                                            |

| Trzy gwiazdy meczu | Trzy gwiazdy meczu            | Trzy gwiazdy meczu | Trzy gwiazdy meczu              | Trzy gwiazdy meczu | Trzy gwiazdy meczu              |
| 1                  | 1                             | 2                  | 2                               | 3                  | 3                               |
| ------------------ | ----------------------------- | ------------------ | ------------------------------- | ------------------ | ------------------------------- |
|                    | Kris Draper Detroit Red Wings |                    | Steve Yzerman Detroit Red Wings |                    | Olaf Kölzig Washington Capitals |

| Szczegóły meczu | Szczegóły meczu                     | Szczegóły meczu                                          | Szczegóły meczu                                        | Szczegóły meczu | Szczegóły meczu                                                                                         |
| Tercja | Stan meczu                          | Zdobywcy bramek                                          | Zdobywcy bramek                                        | Kary | Kary |
| Tercja | Stan meczu                          | Strzelec                                                 | Asysta                                                 | Ukarany zawodnik | Przewinienie                                                                                            |
| --- | ----------------------------------- | -------------------------------------------------------- | ------------------------------------------------------ | --- | --- |
| 1 (0 : 1) | 0 : 1 DET                           | 00:35 Tomas Holmström (7)                                | S.Yzerman (18), D.McCarty (8)                          | 02:48 Chris Simon (WSH) 08:10 Dale Hunter (WSH) 12:29 Phil Housley (WSH) 13:11 Tomas Holmström (DET) 17:01 Martin Lapointe (DET)    | uderzanie kijem szarża atak łokciem przeszkadzanie bramkarzowi przeszkadzanie w grze                    |
| 2 (0 : 0) |                                     |                                                          |                                                        | 22:05 Todd Krygier (WSH) 27:29 Anders Eriksson (DET) 30:17 Igor Łarionow (DET) 35:23 Kris Draper (DET) 35:23 Siergiej Gonczar (WSH) | nadmierna ostrość w grze trzymanie przeciwnika spowodowanie upadku przeciwnika nadmierna ostrość w grze |
| 3 (1 : 1) | 1 : 1 WSH 1 : 2 DET                 | 50:35 Brian Bellows (5) PPG 55:09 Siergiej Fiodorow (10) | A.Oates (10), J.Juneau (9) D.Brown (2), W.Fietisow (3) | 45:50 Siergiej Gonczar (WSH) 49:22 Darren McCarty (DET)                                                                             | nadmierna ostrość w grze spowodowanie upadku przeciwnika                                                |
| Statystyki bramkarzy | Statystyki bramkarzy                | Chris Osgood (DET) Olaf Kölzig (WSH)                     | Czas gry – 60:00 Czas gry – 58:58                      | 17 obron / 18 strzałów 32 obrony / 34 strzały                                                                                       | SV% –.944 SV% –.941                                                                                     |
| Objaśnienia: PPG – gol w przewadze, SHG – gol w osłabieniu, EN – gol do pustej bramki, OT – dogrywka, SV% – procent obronionych strzałów |                                     |                                                          |                                                        | | |
| \| Trzy gwiazdy meczu \| Trzy gwiazdy meczu \| Trzy gwiazdy meczu \| Trzy gwiazdy meczu \| Trzy gwiazdy meczu \| Trzy gwiazdy meczu \| \| 1 \| 1 \| 2 \| 2 \| 3 \| 3 \| \| ------------------ \| ----------------------------------- \| ------------------ \| ------------------------------- \| ------------------ \| ------------------------------- \| \| \| Siergiej Fiodorow Detroit Red Wings \| \| Olaf Kölzig Washington Capitals \| \| Steve Yzerman Detroit Red Wings \| |                                     |                                                          |                                                        | | |
| Trzy gwiazdy meczu |                                     |                                                          |                                                        | | |
| 1 | 1                                   | 2                                                        | 2                                                      | 3 | 3 |
| | Siergiej Fiodorow Detroit Red Wings |                                                          | Olaf Kölzig Washington Capitals                        | | Steve Yzerman Detroit Red Wings                                                                         |

| Trzy gwiazdy meczu | Trzy gwiazdy meczu                  | Trzy gwiazdy meczu | Trzy gwiazdy meczu              | Trzy gwiazdy meczu | Trzy gwiazdy meczu              |
| 1                  | 1                                   | 2                  | 2                               | 3                  | 3                               |
| ------------------ | ----------------------------------- | ------------------ | ------------------------------- | ------------------ | ------------------------------- |
|                    | Siergiej Fiodorow Detroit Red Wings |                    | Olaf Kölzig Washington Capitals |                    | Steve Yzerman Detroit Red Wings |

| Szczegóły meczu | Szczegóły meczu                | Szczegóły meczu                                                              | Szczegóły meczu                                                                            | Szczegóły meczu | Szczegóły meczu                                                                                                |
| Tercja | Stan meczu                     | Zdobywcy bramek                                                              | Zdobywcy bramek                                                                            | Kary | Kary |
| Tercja | Stan meczu                     | Strzelec                                                                     | Asysta                                                                                     | Ukarany zawodnik | Przewinienie                                                                                                   |
| --- | ------------------------------ | ---------------------------------------------------------------------------- | ------------------------------------------------------------------------------------------ | --- | --- |
| 1 (0 : 1) | 0 : 1 DET                      | 10:30 Doug Brown (3) PPG                                                     | S.Fiodorow (9), L.Murphy (12)                                                              | 07:17 Anders Eriksson (DET) 09:12 Peter Bondra (WSH) 11:01 Calle Johansson (WSH)                                                                   | przeszkadzanie w grze nadmierna ostrość w grze                                                                 |
| 2 (1 : 2) | 0 : 2 DET 1 : 2 WSH 1 : 3 DET  | 22:26 Martin Lapointe (9) 27:49 Brian Bellows (6) 31:46 Larry Murphy (3) PPG | I.Łarionow (10), B.Rouse (3) A.Oates (11), J.Juneau (10) T.Holmström (12), S.Fiodorow (10) | 29:13 Kirk Maltby (DET) 29:13 Mark Tinordi (WSH) 31:02 Esa Tikkanen (WSH) 32:41 Igor Łarionow (DET) 36:07 Bob Rouse (DET) 39:53 Mark Tinordi (WSH) | nadmierna ostrość w grze przeszkadzanie bramkarzowi zahaczanie niebezpieczna gra wysokim kijem uderzanie kijem |
| 3 (0 : 1) | 1 : 4 DET                      | 41:32 Doug Brown (4) PPG                                                     | W.Kozłow (8), A.Eriksson (5)                                                               | 53:08 Wiaczesław Fietisow (DET) | przeszkadzanie w grze                                                                                          |
| Statystyki bramkarzy | Statystyki bramkarzy           | Chris Osgood (DET) Olaf Kölzig (WSH)                                         | Czas gry – 59:57 Czas gry – 60:00                                                          | 30 obron / 31 strzałów 34 obrony / 38 strzałów | SV% –.968 SV% –.895                                                                                            |
| Objaśnienia: PPG – gol w przewadze, SHG – gol w osłabieniu, EN – gol do pustej bramki, OT – dogrywka, SV% – procent obronionych strzałów |                                |                                                                              |                                                                                            | | |
| \| Trzy gwiazdy meczu \| Trzy gwiazdy meczu \| Trzy gwiazdy meczu \| Trzy gwiazdy meczu \| Trzy gwiazdy meczu \| Trzy gwiazdy meczu \| \| 1 \| 1 \| 2 \| 2 \| 3 \| 3 \| \| ------------------ \| ------------------------------ \| ------------------ \| ----------------------------------- \| ------------------ \| ---------------------------- \| \| \| Chris Osgood Detroit Red Wings \| \| Siergiej Fiodorow Detroit Red Wings \| \| Doug Brown Detroit Red Wings \| |                                |                                                                              |                                                                                            | | |
| Trzy gwiazdy meczu |                                |                                                                              |                                                                                            | | |
| 1 | 1                              | 2                                                                            | 2                                                                                          | 3 | 3 |
| | Chris Osgood Detroit Red Wings |                                                                              | Siergiej Fiodorow Detroit Red Wings                                                        | | Doug Brown Detroit Red Wings                                                                                   |

| Trzy gwiazdy meczu | Trzy gwiazdy meczu             | Trzy gwiazdy meczu | Trzy gwiazdy meczu                  | Trzy gwiazdy meczu | Trzy gwiazdy meczu           |
| 1                  | 1                              | 2                  | 2                                   | 3                  | 3                            |
| ------------------ | ------------------------------ | ------------------ | ----------------------------------- | ------------------ | ---------------------------- |
|                    | Chris Osgood Detroit Red Wings |                    | Siergiej Fiodorow Detroit Red Wings |                    | Doug Brown Detroit Red Wings |

### Najlepsi zawodnicy playoff
Zawodnicy z pola
| Punkty                            | Punkty | Gole                                                                                                   | Gole | Asysty                                          | Asysty | +/−                                                                                 | +/− |
| --------------------------------- | ------ | --- | ---- | ----------------------------------------------- | ------ | ----------------------------------------------------------------------------------- | --- |
| Steve Yzerman (DET)               | 24     | Siergiej Fiodorow (DET)                                                                                | 10   | Steve Yzerman (DET)                             | 18     | Nicklas Lidström (DET) Larry Murphy (DET)                                           | +12 |
| Siergiej Fiodorow (DET)           | 20     | Martin Lapointe (DET)                                                                                  | 9    | Nicklas Lidström (DET) Andriej Nikoliszyn (WSH) | 13     | Nicklas Lidström (DET) Larry Murphy (DET)                                           | +12 |
| Tomas Holmström (DET)             | 19     | Tomas Holmström (DET) Siergiej Gonczar (WSH) Daniel Alfredsson (OTT) Peter Bondra (WSH) + 5 zawodników | 7    | Nicklas Lidström (DET) Andriej Nikoliszyn (WSH) | 13     | Steve Yzerman (DET)                                                                 | +10 |
| Nicklas Lidström (DET)            | 19     | Tomas Holmström (DET) Siergiej Gonczar (WSH) Daniel Alfredsson (OTT) Peter Bondra (WSH) + 5 zawodników | 7    | Tomas Holmström (DET) Larry Murphy (DET)        | 12     | Tomas Holmström (DET) Darren McCarty (DET) Bob Boughner (BUF) Calle Johansson (WSH) | +9  |
| Joé Juneau (WSH) Adam Oates (WSH) | 17     | Tomas Holmström (DET) Siergiej Gonczar (WSH) Daniel Alfredsson (OTT) Peter Bondra (WSH) + 5 zawodników | 7    | Tomas Holmström (DET) Larry Murphy (DET)        | 12     | Tomas Holmström (DET) Darren McCarty (DET) Bob Boughner (BUF) Calle Johansson (WSH) | +9  |

Bramkarze

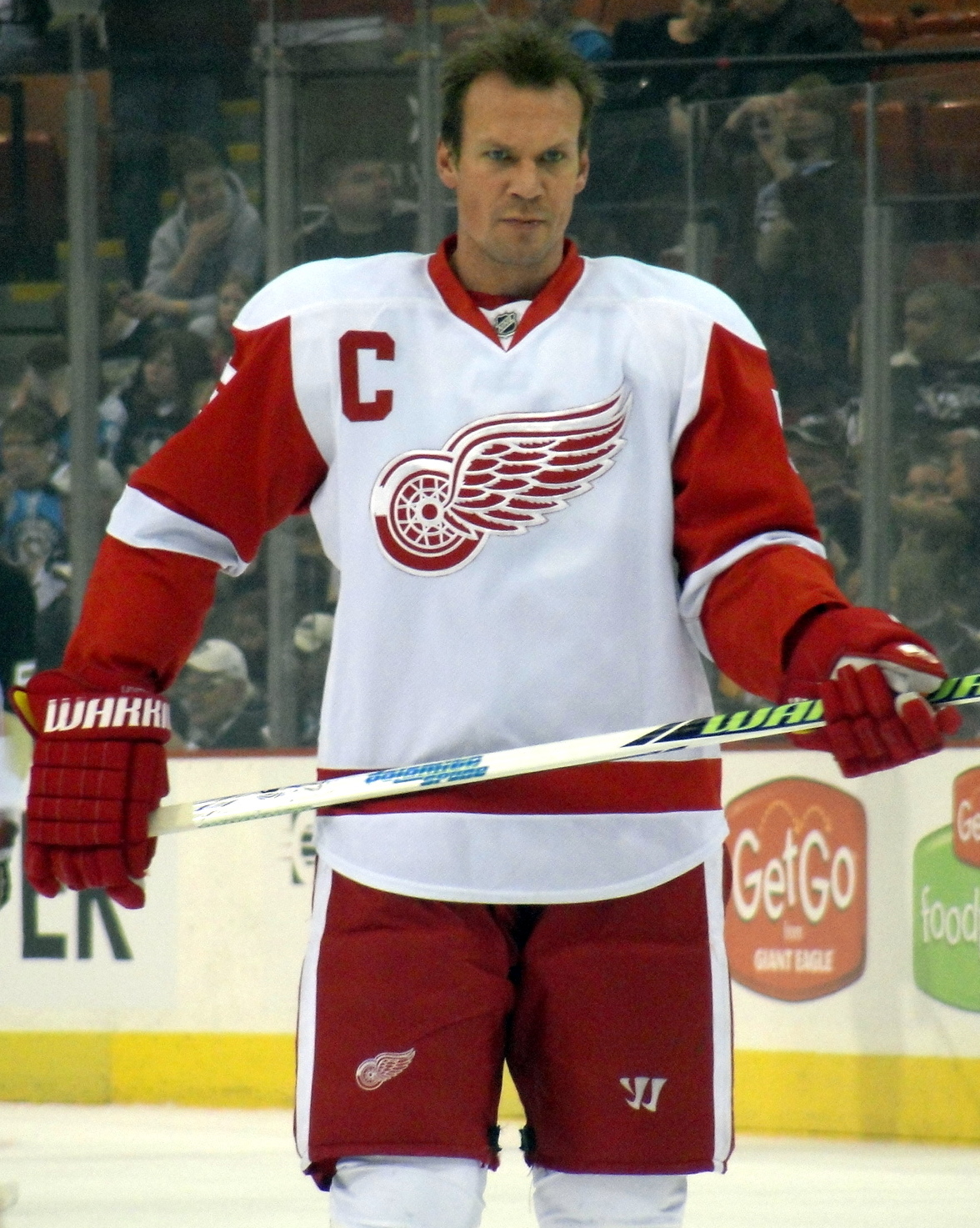
Nicklas Lidström

W zestawieniu ujęto bramkarzy grających przez co najmniej 600 minut.

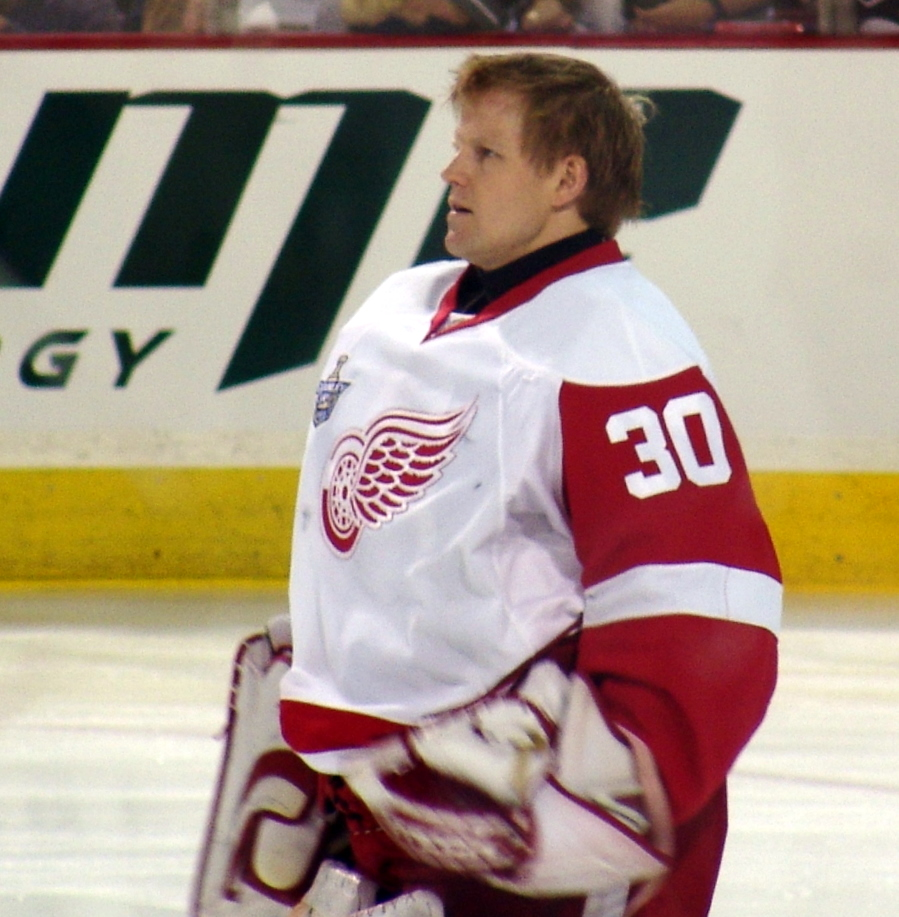
Chris Osgood

| Obrony (w %)        | Obrony (w %) | GAA                 | GAA  | Shutouty                                           | Shutouty | Zwycięstwa                           | Zwycięstwa |
| ------------------- | ------------ | ------------------- | ---- | -------------------------------------------------- | -------- | ------------------------------------ | ---------- |
| Olaf Kölzig (WSH)   | .941         | Ed Belfour (DAL)    | 1.80 | Olaf Kölzig (WSH)                                  | 4        | Chris Osgood (DET)                   | 16         |
| Dominik Hašek (BUF) | .938         | Curtis Joseph (EDM) | 1.93 | Curtis Joseph (EDM)                                | 3        | Olaf Kölzig (WSH)                    | 12         |
| Curtis Joseph (EDM) | .928         | Olaf Kölzig (WSH)   | 1.95 | Chris Osgood (DET)                                 | 2        | Dominik Hašek (BUF) Ed Belfour (DAL) | 10         |
| Ed Belfour (DAL)    | .922         | Dominik Hašek (BUF) | 2.03 | Dominik Hašek (BUF) Ed Belfour (DAL) + 3 bramkarzy | 1        | Dominik Hašek (BUF) Ed Belfour (DAL) | 10         |
| Chris Osgood (DET)  | .918         | Chris Osgood (DET)  | 2.12 | Dominik Hašek (BUF) Ed Belfour (DAL) + 3 bramkarzy | 1        | Grant Fuhr (STL)                     | 6          |

## Nagrody

### Nagrody drużynowe
| Nagroda | Nagroda                                                           | Drużyna           |
| ------- | ----------------------------------------------------------------- | ----------------- |
|         | Puchar Stanleya                                                   | Detroit Red Wings |
|         | Clarence S. Campbell Bowl Najlepszy zespół Konferencji Zachodniej | Detroit Red Wings |

| Nagroda | Nagroda                                                        | Drużyna             |
| ------- | -------------------------------------------------------------- | ------------------- |
|         | Presidents’ Trophy Najlepsza drużyna sezonu zasadniczego       | Dallas Stars        |
|         | Prince of Wales Trophy Najlepszy zespół Konferencji Wschodniej | Washington Capitals |

### Nagrody indywidualne
| Nagroda | Nagroda                                                                                                  | Zawodnik | Zawodnik                         |
| ------- | --- | -------- | -------------------------------- |
|         | Hart Memorial Trophy Najwartościowszy zawodnik (MVP) sezonu zasadniczego                                 |          | Dominik Hašek Buffalo Sabres     |
|         | Art Ross Memorial Trophy Zdobywca największej liczby punktów w sezonie zasadniczym                       |          | Jaromír Jágr Pittsburgh Penguins |
|         | James Norris Memorial Trophy Najlepszy obrońca                                                           |          | Rob Blake Los Angeles Kings      |
|         | Trofeum Vezina Najlepszy bramkarz                                                                        |          | Dominik Hašek Buffalo Sabres     |
|         | William M. Jennings Trophy Bramkarz, który puścił najmniejszą liczbę goli rozgrywając minimum 25 spotkań |          | Martin Brodeur New Jersey Devils |
|         | Calder Memorial Trophy Najlepszy debiutant                                                               |          | Siergiej Samsonow Boston Bruins  |
|         | Plus/Minus Award Zawodnik z najlepszą statystyką +/−                                                     |          | Chris Pronger St. Louis Blues    |
|         | Jack Adams Award Trener roku                                                                             |          | Pat Burns Boston Bruins          |
|         | Lady Byng Memorial Trophy Zawodnik łączący kulturę na boisku z wysokim poziomem sportowym                |          | Ron Francis Pittsburgh Penguins  |
|         | Bill Masterton Memorial Trophy Zawodnik wytrwały i pełen poświęcenia w grze                              |          | Jamie McLennan St. Louis Blues   |
|         | Frank J. Selke Trophy Najlepszy napastnik defensywny                                                     |          | Jere Lehtinen Dallas Stars       |
|         | Conn Smythe Trophy Najwartościowszy zawodnik (MVP) play-off                                              |          | Steve Yzerman Detroit Red Wings  |